# Давтян, Тигран Людвигович
Тигра́н Лю́двигович Давтя́н (арм. Տիգրան Լյուդվիգի Դավթյան; 7 июля 1978, Ленинакан, Армянская ССР, СССР) — армянский футболист, полузащитник. Капитан команды «Ширак» с сезона 2011 года. С июля 2020 года — главный тренер «Ширака».
Играл за сборную Арцаха.

## Клубная карьера
Большую часть своей карьере провёл в родном Гюмри, за местный клуб «Ширак». Но начал выступать в другом клубе — «Гюмри». В составе клуба дебютировал в Премьер-лиге 7 марта 1999 году против «Ширака», выйдя на замену после перерыва. В том сезоне Давтян принял участие в 30 играх из 33-х. Со следующего сезона выступал за «Ширак». В составе клуба становился серебряным (2002) и бронзовым (2000, 2003) призёром чемпионата, а также обладателем Суперкубка Армении в 2000 и 2003 годах.
После провального сезона в 2004 году перешёл в аштаракскую «Мику». В составе «оранжевых» стал двукратным обладателем Кубка Армении (2005, 2006) и обладателем Суперкубка Армении (2006).
В начале 2009 года вернулся в родную команду, находящуюся, в тот момент, в бедственном положении. В 7-м туре чемпионата 2011 года против ереванского «Арарата» Давтян провёл 300-й матч в Премьер-лиге. В конце сентября капитан «Ширака» — Оганес Тагмазян, завершил игровую карьеру и перешёл к тренерской деятельности в клубе. Знамя капитана команды перешло к Тиграну Давтяну.

## Карьера в сборной
Свою единственную игру в форме национальной сборной Давтян провёл 7 июля 2002 года. В Андорре против местной национальной сборной, Давтян вышел на замену на 90-й минуте матча заменив Артура Восканяна.

## Достижения
«Ширак»
- Чемпион Армении: 2012/13
- Серебряный призёр чемпионата Армении: 2002
- Бронзовый призёр чемпионата Армении: 2000, 2003
- Обладатель Кубка Армении: 2011/12
- Финалист Кубка Армении: 2011
- Обладатель Суперкубка Армении: 2003

«Мика»
- Серебряный призёр чемпионата Армении: 2005
- Бронзовый призёр чемпионата Армении: 2006, 2007
- Обладатель Кубка Армении: 2005, 2006
- Обладатель Суперкубка Армении: 2006

## Статистика выступлений
Данные на 24 ноября 2011
| Клуб             | Сезон            | Чемпионат | Чемпионат | Кубки | Кубки | Еврокубки | Еврокубки | Всего | Всего |
| Клуб             | Сезон            | Матчи     | Голы      | Матчи | Голы  | Матчи     | Голы      | Матчи | Голы  |
| ---------------- | ---------------- | --------- | --------- | ----- | ----- | --------- | --------- | ----- | ----- |
| Гюмри            | 1999             | 30        | 0         | ?     | ?     | 0         | 0         | 30    | 0     |
| Всего            | Всего            | 30        | 0         | 0     | 0     | 0         | 0         | 30    | 0     |
| Ширак            | 2000             | 24        | 6         | ?     | ?     | 2         | 0         | 26    | 6     |
| Ширак            | 2001             | 19        | 9         | 3     | 3     | 0         | 0         | 22    | 12    |
| Ширак            | 2002             | 21        | 7         | ?     | ?     | 0         | 0         | 21    | 7     |
| Ширак            | 2003             | 28        | 15        | ?     | ?     | 2         | 0         | 30    | 15    |
| Ширак            | 2004             | 27        | 0         | 6     | 2     | 2         | 1         | 35    | 3     |
| Всего            | Всего            | 119       | 37        | 9     | 5     | 6         | 1         | 134   | 43    |
| Мика             | 2005             | ?         | ?         | ?     | ?     | 2         | 0         | 0     | 0     |
| Мика             | 2006             | ?         | ?         | ?     | ?     | 2         | 0         | 0     | 0     |
| Мика             | 2007             | 27        | 2         | 3     | 0     | 4         | 0         | 34    | 2     |
| Всего            | Всего            | 79        | 9         | 3     | 0     | 8         | 0         | 90    | 9     |
| Улисс            | 2008             | 15        | 1         | 0     | 0     | 0         | 0         | 15    | 1     |
| Всего            | Всего            | 15        | 1         | 0     | 0     | 0         | 0         | 15    | 1     |
| Ширак            | 2009             | 25        | 5         | 1     | 0     | 0         | 0         | 26    | 5     |
| Ширак            | 2010             | 26        | 0         | 2     | 0     | 0         | 0         | 28    | 0     |
| Ширак            | 2011             | 26        | 0         | 7     | 0     | 0         | 0         | 33    | 0     |
| Всего            | Всего            | 77        | 5         | 10    | 0     | 0         | 0         | 87    | 5     |
| Всего за карьеру | Всего за карьеру | 320       | 52        | 22    | 5     | 14        | 1         | 356   | 58    |